# Задзім (гміна)
Гміна Задзім (пол. Gmina Zadzim) — сільська гміна у центральній Польщі. Належить до Поддембицького повіту Лодзинського воєводства.
Станом на 31 грудня 2011 у гміні проживало 5169 осіб.

## Площа
Згідно з даними за 2007 рік площа гміни становила 144.36 км², у тому числі:
- орні землі: 80.00%
- ліси: 14.00%

Таким чином, площа гміни становить 16.39% площі повіту.

## Населення
Станом на 31 грудня 2011:
| Опис     | Загалом | Загалом | Чоловіки | Чоловіки | Жінки | Жінки |
| -------- | ------- | ------- | -------- | -------- | ----- | ----- |
| одиниця  | осіб    | %       | осіб     | %        | осіб  | %     |
| все      | 5169    | 100     | 2629     | 50.86    | 2540  | 49.14 |
| міське   | 0       | 100     | 0        |          | 0     |       |
| сільське | 5169    | 100     | 2629     | 50.86    | 2540  | 49.14 |

## Сусідні гміни
Гміна Задзім межує з такими гмінами: Варта, Водзеради, Лютомерськ, Пенчнев, Поддембіце, Шадек.